# Arrondissement de Mühldorf am Inn
L'arrondissement de Mühldorf am Inn est un arrondissement  (Landkreis en allemand) de Bavière   (Allemagne) situé dans le district (Regierungsbezirk en allemand) de Haute-Bavière. 
Son chef lieu est Mühldorf am Inn.

## Villes, communes & communautés d'administration
(nombre d'habitants en 2006)
| Städte 1. Mühldorf am Inn (17 689) 2. Neumarkt-Sankt Veit (6 193) 3. Waldkraiburg (24 263) Märkte 1. Buchbach (3 143) 2. Gars am Inn (3 826) 3. Haag in Oberbayern (6 340) 4. Kraiburg am Inn (4 062) Gemeindefreie Gebiete (7,12 km²) 1. Mühldorfer Hart (7,12 km²) | Gemeinden 1. Ampfing (6 122) 2. Aschau am Inn (2 871) 3. Egglkofen (1 248) 4. Erharting (907) 5. Heldenstein (2 404) 6. Jettenbach (727) 7. Kirchdorf (1 293) 8. Lohkirchen (681) 9. Maitenbeth (1 875) 10. Mettenheim (3 275) 11. Niederbergkirchen (1 248) 12. Niedertaufkirchen (1 341) 13. Oberbergkirchen (1 660) 14. Oberneukirchen (835) 15. Obertaufkirchen (2 430) 16. Polling (3 418) 17. Rattenkirchen (952) 18. Rechtmehring (1 769) 19. Reichertsheim (1 663) 20. Schönberg (940) 21. Schwindegg (3 495) 22. Taufkirchen (1 297) 23. Unterreit (1 715) 24. Zangberg (1 026) | Verwaltungsgemeinschaften 1. Gars am Inn (Markt Gars am Inn et commune Unterreit) 2. Heldenstein (Communes Heldenstein et Rattenkirchen) 3. Kraiburg am Inn (Markt Kraiburg am Inn et communes Jettenbach et Taufkirchen) 4. Maitenbeth (Communes Maitenbeth et Rechtmehring) 5. Neumarkt-Sankt Veit (Ville de Neumarkt-Sankt Veit et commune Egglkofen) 6. Oberbergkirchen (Communes Lohkirchen, Oberbergkirchen, Schönberg et Zangberg) 7. Polling (Communes Oberneukirchen et Polling) 8. Reichertsheim (Communes Kirchdorf et Reichertsheim) 9. Rohrbach (Communes Erharting, Niederbergkirchen et Niedertaufkirchen) |